# Nils Brelin
Nils Johan Brelin, född 1697 i Grums socken, Värmlands län, död 5 juli 1753, svensk präst och vetenskapsman.
Brelin tjänstgjorde som notarie vid rådhusrätten i Karlstad, begav sig år 1720 på resor och blev med våld tvingad att ta värvning i ett preussiskt garnisonsregemente. Efter en tid lyckades han fly och vandrade sedan genom flera länder i Europa, varunder han uppehöll sig med att tillverka musikinstrument. 1721 led han skeppsbrott vid Fyn och lovade då att bli präst om han räddades ur faran. När han återkom till Sverige samma år ägnade han sig åter sig åt akademiska studier och blev, sedan han tagit den filosofiska graden och prästexamen, i Karlstad 1727 utnämnd till lärare vid skolan och 1732 till konsistorienotarie.
Med anledning av oenighet med Karlstads domkapitel rörande en befordringsfråga lämnade han 1736 sistnämnda befattning och begav sig åter på resor. Vid sin återkomst till Sverige, 1739, invaldes han i Vetenskapsakademien (som grundats samma år) och fick samma år Bolstads pastorat i Karlstads stift.
1749 blev han teologie licentiat i Wittenberg, där han redan under sin förra resa idkat teologiska studier, och 1750 svensk teologie doktor.
Brelin var utrustad med ypperliga mekaniska anlag, sysslade till exempel med att konstruera bränslebesparande kakelugnar, förbättrade bakugnar, väder- och handkvarnar samt var mycket skicklig som musikalisk instrumentmakare. En stor del av hans rön och uppfinningar är beskrivna i Vetenskapsakademiens handlingar.